# Lagenipora pinnacula
Lagenipora pinnacula är en mossdjursart som först beskrevs av Hayward 1980.  Lagenipora pinnacula ingår i släktet Lagenipora och familjen Celleporidae. Inga underarter finns listade i Catalogue of Life.